# Прапор Мізоча
Прапор Мізоча — офіційний символ смт Мізоч Здолбунівського району Рівненської області. Затверджений рішенням сесії Мізоцької селищної ради від 11 вересня 1996 року.

## Опис
Квадратне полотнище, у якому на зеленому тлі зображено дві золоті літери «М» і «W»; від древка та з вільного краю прапор має дві жовті лиштви (ширина лиштви становить 1/5 ширини прапора).

## Зміст
Зелений колір означає ліси, котрі оточують Мізоч, золотий (жовтий на прапорі) — сільське господарство, яким здавна займались мешканці поселення.

## Автори
Автори — Ю. П. Терлецький.